# Vuelta a Colombia 1985
La 35.ª edición de la Vuelta a Colombia (patrocinada como: Vuelta a Colombia Colmena) tuvo lugar entre el 7 y el 17 de junio de 1985. El cundinamarqués Luis Alberto Herrera del equipo Colpatria se coronó por segunda vez como campeón de la Vuelta con un tiempo de 38 h, 11 min y 9 s. 

## Equipos participantes
| Equipo                           | Categoría   |
| -------------------------------- | ----------- |
| Aduandinas Mixto-Cundinamarca B  | Aficionado  |
| Almacenes Felipe                 | Aficionado  |
| Apuestas Rueda-Cundinamarca A    | Aficionado  |
| Armenia Mixto-Almacenes Felipe   | Aficionado  |
| Boyacá Mixto                     | Aficionado  |
| Cafam                            | Aficionado  |
| Centro Fiat-Servirepuestos Mixto | Aficionado  |
| Colpatria                        | Profesional |
| Joyerías Felipe                  | Aficionado  |
| Kelme España                     | Profesional |
| Liga Ciclismo Bogotá             | Aficionado  |
| Mixto Cundinamarca-Boyacá        | Aficionado  |
| Orbea España                     | Profesional |
| Polonia                          | Aficionado  |
| Portugal                         | Profesional |
| Unión Soviética                  | Aficionado  |
| Valle Cauca Mixto                | Aficionado  |
| Varta-Renault                    | Profesional |

Junto con el equipo español Orbea vino como gran invitado a la prueba el ciclista Pedro Delgado, reciente ganador de la Vuelta a España en 1985 y posterior ganador del Tour de Francia 1988 y de la Vuelta a España 1989, quien abandonó la prueba en la última etapa.

## Etapas
| Etapa      | Fecha       | Recorrido                                | Distancia (km) | Ganador                  | Líder                    |
| ---------- | ----------- | ---------------------------------------- | -------------- | ------------------------ | ------------------------ |
| 1.ª etapa  | 7 de junio  | Paipa - Duitama                          | 71 (CRE)       | Almacenes Felipe         | Javier Ignacio Montoya   |
| 2.ª etapa  | 8 de junio  | Duitama - Bogotá                         | 207            | Manuel Ignacio Gutiérrez | Manuel Ignacio Gutiérrez |
| 3.ª etapa  | 9 de junio  | Circuito "Parque Nacional" Bogotá        | 120            | Manuel Ignacio Gutiérrez | Manuel Ignacio Gutiérrez |
| 4.ª etapa  | 10 de junio | Circuito Panamericano Medellín           | 138,8          | Rafael Tolosa Calvo      | Manuel Ignacio Gutiérrez |
| 5.ª etapa  | 11 de junio | Medellín - Riosucio                      | 156,6          | Luis Alberto Herrera     | Manuel Ignacio Gutiérrez |
| 6.ª etapa  | 12 de junio | Cartago - La Victoria                    | 29,3 (CRI)     | Peio Ruiz Cabestany      | Manuel Ignacio Gutiérrez |
| 7.ª etapa  | 12 de junio | Zarzal - Cali                            | 149,3          | Mariano Sánchez Martínez | Manuel Ignacio Gutiérrez |
| 8.ª etapa  | 13 de junio | Cali - Kilómetro 18                      | 17,1 (CRI)     | Luis Alberto Herrera     | Manuel Ignacio Gutiérrez |
| 9.ª etapa  | 13 de junio | Kilómetro 20 - Buga                      | 95,2           | Vicente Belda Vicedo     | Manuel Ignacio Gutiérrez |
| 10.ª etapa | 14 de junio | Buga - Manizales                         | 192,3          | Henry Cárdenas Orduz     | Manuel Ignacio Gutiérrez |
| 11.ª etapa | 15 de junio | Manizales - Armenia                      | 115            | Vicente Belda Vicedo     | Manuel Ignacio Gutiérrez |
| 12.ª etapa | 16 de junio | Armenia - Ibagué                         | 88,9           | Fabio Enrique Parra      | Luis Alberto Herrera     |
| 13.ª etapa | 17 de junio | Ibagué - Bogotá (Vía alto de San Miguel) | 200            | Javier Ignacio Montoya   | Luis Alberto Herrera     |

## Clasificaciones finales

### Clasificación general
Los diez primeros en la clasificación general final fueron:
| Clasificación general |                          |                 |                  |
| Ciclista              | Ciclista                 | Equipo          | Tiempo           |
| --------------------- | ------------------------ | --------------- | ---------------- |
| 1.º                   | Luis Alberto Herrera     | Colpatria       | 38 h 11 min 09 s |
| 2.º                   | Fabio Enrique Parra      | Varta-Renault   | + 33 s           |
| 3.º                   | Manuel Ignacio Gutiérrez | Joyerías Felipe | + 5 min 03 s     |
| 4.º                   | Manuel Cárdenas Espitia  | Joyerías Felipe | + 6 min 27 s     |
| 5.º                   | Israel Corredor Fonseca  | Joyerías Felipe | + 7 min 22 s     |
| 6.º                   | Antonio Agudelo          | Varta-Renault   | + 9 min 03 s     |
| 7.º                   | Alirio Chizabas          | Apuestas Rueda  | + 9 min 19 s     |
| 8.º                   | Óscar de Jesús Vargas    | Joyerías Felipe | + 10 min 51 s    |
| 9.º                   | Alfonso Flórez Ortiz     | Colpatria       | + 11 min 54 s    |
| 10.º                  | Cristóbal Pérez Leal     | Apuestas Rueda  | + 12 min 23 s    |

### Clasificación de la montaña
| Clasificación de la montaña |                         |                                |        |
| Ciclista                    | Ciclista                | Equipo                         | Puntos |
| --------------------------- | ----------------------- | ------------------------------ | ------ |
| 1.º                         | Luis Alberto Herrera    | Colpatria                      | 97     |
| 2.º                         | Israel Corredor Fonseca | Joyerías Felipe                | 43     |
| 3.º                         | Oliverio Cárdenas       | Armenia Mixto-Almacenes Felipe | 34     |

### Clasificación de las metas volantes
| Clasificación de las metas volantes |                   |                                |        |
| Ciclista                            | Ciclista          | Equipo                         | Puntos |
| ----------------------------------- | ----------------- | ------------------------------ | ------ |
| 1.º                                 | Oliverio Cárdenas | Armenia Mixto-Almacenes Felipe | 42     |
| 2.º                                 | Aleksander Osipov | Unión Soviética                | 29     |
| 3.º                                 | Oleg Logvin       | Unión Soviética                | 23     |

### Clasificación de la regularidad
| Clasificación de la regularidad |                          |                 |        |
| Ciclista                        | Ciclista                 | Equipo          | Puntos |
| ------------------------------- | ------------------------ | --------------- | ------ |
| 1.º                             | Luis Alberto Herrera     | Colpatria       | 69     |
| 2.º                             | Manuel Ignacio Gutiérrez | Joyerías Felipe | 69     |
| 3.º                             | Manuel Cárdenas Espitia  | Joyerías Felipe | 42     |

### Clasificación de los novatos
| Clasificación de los novatos |                         |                 |                  |
| Ciclista                     | Ciclista                | Equipo          | Tiempo           |
| ---------------------------- | ----------------------- | --------------- | ---------------- |
| 1.º                          | Óscar de Jesús Vargas   | Joyerías Felipe | 38 h 22 min 00 s |
| 2.º                          | Luis Alberto González   | Cafam           | + 2 min 42 s     |
| 3.º                          | Germán Antonio Castillo | Cafam           | + 9 min 04 s     |

### Clasificación por equipos
| Clasificación por equipos |        |                   |
| Equipo                    | Equipo | Tiempo            |
| ------------------------- | ------ | ----------------- |
| 1.º                       |        | 119 h 42 min 57 s |